# Kelhäjärvi
Kelhäjärvi är en sjö i kommunen Tavastkyro i landskapet Birkaland i Finland. Sjön ligger 99,9 meter över havet. Arean är 58 hektar och strandlinjen är 7,3 kilometer lång. Sjön  ingår i Kumo älvs huvudavrinningsområde.   Den ligger omkring 35 km väster om Tammerfors och omkring 180 km nordväst om Helsingfors. 
I sjön finns öarna Isosaari och Mäntysaari. 